# Lifetime (rete televisiva)
Lifetime è una rete televisiva via cavo statunitense, dedicata a film e serie televisive rivolte specialmente alle donne o che hanno donne come protagoniste. Il canale, di proprietà di A&E Networks, è stato lanciato nel 1984.

## Loghi

Logo dell'emittente dal 2008 al 2 maggio 2012
Logo dell'emittente dal 2 maggio 2012 al 2017
Logo dell'emittente dal 2017 al 2020
Logo dell'emittente dal 2020

## Palinsesto

### Serie televisive originali
- Angela's Eyes (2006)
- Da un giorno all'altro (1998-2002)
- Army Wives - Conflitti del cuore (2007-2013)
- Beach Girls - Tutto in un'estate (2005) - miniserie TV
- Blood Ties (2007)
- The Client List - Clienti speciali (2012-2013)
- The Days and Nights of Molly Dodd (1989-1991)
- The Division (2001-2004)
- Devious Maids - Panni sporchi a Beverly Hills (2013-2016)
- Drop Dead Diva (2009-2014)
- Lovespring International (2006)
- Maggie (2008)
- Missing (2003-2006)
- Monarch Cove (2006)
- Oh Baby (1998-2000)
- The Protector (2011)
- Rita Rocks (2008-2009)
- Sherri (2009)
- Side Order of Life (2007)
- Squadra Med - Il coraggio delle donne (2000-2006)
- State of Mind (2007)
- Una nuova vita per Zoe (2003-2005)
- Mamme sull'orlo di una crisi da ballo (Dance Moms) (2011-2019)
- Le streghe dell'East End (2013-2014)

### Altri programmi originali
- Attitudes (1985-1994) - talk show
- Born Lucky (1995-1996) - game show
- Cheerleader Nation (2006-2008) - reality show
- Debt (1996-1998) - game show
- DietTribe (2009-in corso) - documentario
- Gay, Straight or Taken? (2007) - reality show
- Case da incubo (2004-2005) - reality show
- How to Look Good Naked (2008) - reality show
- I Married a Princess (2005) - reality show
- Intimate Portrait (1995-2004) - documentario
- Models of the Runway (2009-2010) - reality show
- On the Road with Austin & Santino (2010-in corso) - reality show
- Project Runway (2009-in corso) - reality show
- Rodeo Drive (1990) - game show
- Shop 'til You Drop (1991-1994) - game show
- Supermarket Sweep (1990-1995) - game show
- What Should You Do? (2003-2006) - reality show
- Liz & Dick (2012) - film TV
- Una madre non proprio... perfetta (The Good Mother) (2013) - film TV
- The Cheating Pact (2013) - film TV